# Francisco de Carvajal
Francisco de Carvajal (Avila, 1464 – Sacsayhuamán, 10 aprile 1548) fu un ufficiale militare, conquistador ed esploratore spagnolo, conosciuto anche come El demonio de los Andes..
La carriera militare di Carvajal in Europa durò 40 anni e mezza dozzina di guerre. Fece parte dell'esercito imperiale spagnolo, il tercio più famoso, sotto i principali comandanti di Carlo V nelle guerre d'Italia: Pedro Navarro, Fabrizio I Colonna, e l'illustre Gran Capitán, Gonzalo Fernández de Córdoba. Prese parte alla spettacolare vittoria spagnola della Battaglia di Pavia (1525) recuperando una piccola fortuna durante il sacco di Roma di due anni dopo.
Nel 1540 l'ottuagenario Carvajal accettò un incarico militare con i fratelli Pizarro in Perù, per poi appoggiare la fallimentare ribellione di Gonzalo Pizarro contro la corona spagnola. Carvajal fu catturato in battaglia dalle forze fedeli al re il 9 aprile 1548, e giustiziato il giorno successivo.

## Biografia
Nato ad Arevalo (Avila), Carvajal si arruolò nell'esercito di Castiglia, servendo in penisola e nelle guerre italiane di Carlo V. Era un alférez quando l'esercito spagnolo disertò saccheggiando Roma nel 1527. Invece di lottare per la conquista di oro ed altri beni di valore, Carvajal astutamente si impadronì dei documenti di un notaio romano guadagnandosi una piccola fortuna come riscatto.
In seguito Carvajal usò questi soldi per raggiungere il Messico come aiutante del viceré spagnolo, Antonio de Mendoza. Nel 1535 fu inviato in Perù per aiutare la neo-fondata Lima, allora sotto assedio da parte dell'esercito Inca. Carvajal portò i rinforzi al governatore Francisco Pizarro, e poi giocò un ruolo fondamentale nel ristabilire l'autorità di Pizarro sulla fazione rivale di conquistadores guidata da Diego de Almagro il Giovane. Continuò a guidare la sua cavalleria in battaglia nonostante l'età e l'obesità, divenendo una sorta di leggenda locale. Nel corso della battaglia di Chupas, vedendo la fanteria imperiale spagnola cedere di fronte ad una scarica di fuoco proveniente dai cannoni e dagli archibugi di Almagro, si dice che Carvajal abbia cavalcato in prima linea e, buttando a terra elmo e corazza, esclamò,
(Prescott, p. 1113)
Ispirati dal corpulento comandante, gli uomini di Carvajal avanzarono fino ai cannoni nemici, giungendo davanti alle truppe di Almagro.

### Campagna del 1546
(Prescott, p. 1217)
Quando l'autorità reale sfidò Pizarro nel 1546 Carvajal, impossibilitato a lasciare il paese per colpa dell'embargo navale, prese il comando sul campo come tenente di Pizarro, o Maestro de Campo dell'esercito di Nuova Castiglia. Durante la campagna del 1546 Carvajal spinse i realisti nel sud della colonia, spostandosi di continuo tra Quito e San Miguel, tra Lima e Guamanga ed ancora a Lima, tra Lucanas e Cuzco, tra Collao ed Arequipa e tra Arequipa e Charcas.

## Esecuzione
Carvajal fu condannato a morte dai realisti dopo essere stato ferito e catturato nella battaglia di Jaquijahuana. Lo storico statunitense William H. Prescott raccolse numerosi dettagli circa l'esecuzione: Carvajal non fu scosso dalla sentenza, replicando semplicemente basta matar": "Possono solo uccidere me". Rifiutò la confessione offerta dai sacerdoti non accettando neanche l'estrema unzione, chiedendo:
Carvajal accettò di ricevere ospiti nei suoi ultimi giorni, ma continuò a trattare gli interlocutori con sottile sarcasmo. Quando un vecchio nemico, un tempo sconfitto in battaglia da Carvajal, venne ad offrire i propri servizi al ribelle condannato, Carvajal lo rimproverò severamente:
(Prescott, p. 1214-1215)
L'unico lamento di Carvajal si ebbe quando i suoi giustizieri giunsero per portarlo in piazza d'armi. Dopo essere stato legato e rinchiuso in uno stretto cesto, Carvajal esclamò "¡Niño en cuna y viego en cuna!" ("Bambino in culla e vecchio in culla!"). La testa di Carvajal fu esposta su una picca a fianco di quella di Pizarro, alle porte di Lima.
Carvajal è rimasto un personaggio folcloristico in Perù. Secondo una leggenda sarebbe il figlio illegittimo del tiranno italo-spagnolo Cesare Borgia; Ricardo Palma scrisse in Tradiciones peruanas che Carvajal era più vecchio di 10 anni rispetto a Borgia; la loro unica parentela, aggiunse, era "quella della crudeltà".